# Sugar Notch, Pennsylvania
Sugar Notch là một thị trấn thuộc quận Luzerne, tiểu bang Pennsylvania, Hoa Kỳ. Năm 2010, dân số của thị trấn này là 989 người.